# Navais
Navais é uma localidade portuguesa da freguesia de Aguçadoura e Navais do Município da Póvoa de Varzim.
Paróquia medieval, Navais também foi sede de antiga freguesia, que esteve em vigor entre 1836 e 2013. Esta tinha 3,35 km² de área (2012) e 1 479 habitantes (2011), e, por isso, uma densidade populacional de 441,5 hab./km²

## História
Navais é uma terra antiga, situada numa planície localizada a 6 km a nordeste da cidade da Póvoa de Varzim, achando-se já identificada no século IX como De Nabales; o Outeiro do Castro é habitado desde tempos imemoriais.
As terras " De Nabales" aparecem documentadas no censual bracarense do século XI. As Inquirições de 1220 e 1258 a mencionam como " Sancti Salvatoris de Nabaes".
Quanto à grafia, só no início do século XVI aparece a forma Navais, que conviveu durante este período com a anterior - Nabais.
Até 1836 pertenceu ao concelho de Barcelos, passando nessa data para o da Póvoa de Varzim.
Até 1933 a atual vila de Aguçadoura era parte integrante de Navais, sendo feita nesse ano a cisão que levou à criação de Aguçadora.
Em 2013, no âmbito de uma reforma administrativa nacional, perde o estatuto de freguesia autónoma e é agregada à freguesia de Aguçadoura, passando a fazer parte da União das Freguesias de Aguçadoura e Navais.

## Geografia

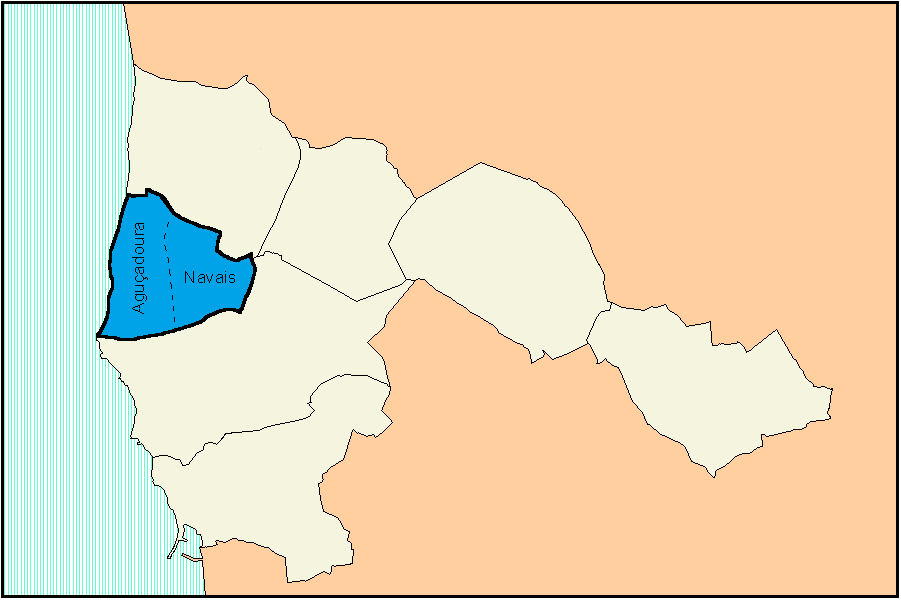
Freguesias do Município da Póvoa de Varzim. A azul a freguesia de Aguçadoura e Navais (a tracejado os limites das antigas freguesias).

Situa-se a cerca de 6 km a nordeste da cidade da Póvoa de Varzim.

## Demografia
Nº de habitantes da antiga Freguesia de Navais

De notar que até 1930 Navais incluía a localidade de Aguçadoura

## Lugares da antiga Freguesia de Navais
Os lugares da antiga freguesia de Navais eram os seguintes: Agra de Bouças, Burgada, Cabreira, Crasto, Espadelos, Espinhal, Outeiro, Prelades, Navais e Sonhim, indicando-se a seguir a respetiva população em 2001.
| Lugar          | População (2001) |
| -------------- | ---------------- |
| Agra de Bouças | 109              |
| Burgada        | 142              |
| Cabreira       | 75               |
| Crasto         | 41               |
| Espadelos      | 203              |
| Espinhal       | 199              |
| Outeiro        | 342              |
| Prelades       | 332              |
| Navais         | 57               |
| Sonhim         | 183              |

## Sociedade

### Coletividades
- Centro Desportivo e Cultural de Navais

- Grupo Folclórico de Cantares e Danças "Os Camponeses de Navais" (www.gfcamponesesnavais.com)

### Património
- Fonte da Moura Encantada
- Castro de Navais
- Igreja paroquial
- Capela de Santo António
- Campos Masseira

### Personalidades
- Manuel Ribeiro de Castro - antigo abade de Navais e antigo presidente da Câmara Municipal da Póvoa de Varzim pelo Partido Progressista
- Manuel Zeferino - antigo ciclista, vencedor da volta a Portugal em bicicleta.

### Paróquia
Já existia em 1080. Nas Inquirições de Afonso III, diz-se que o pároco de Nabais era clérigo da rainha D. Brites, que foi segunda esposa do rei, filha bastarda de Afonso X de Castela e mãe de D. Dinis.
Motivo de entusiasmo para os locais e grande atração para visitantes é a festa de em honra de Santa Luzia.